# Karlo Čović
Karlo Čović (ur. 9 sierpnia 1945 w Suboticy) – jugosłowiański zapaśnik walczący w stylu klasycznym. Dwukrotny olimpijczyk. Odpadł w eliminacjach w Meksyku 1968 i Monachium 1972. Walczył w kategorii do 57 kg.
Czwarty na mistrzostwach świata w 1971. Wicemistrz Europy w 1969. Triumfator igrzysk śródziemnomorskich w 1971 roku.